# Štore
Štore so naselje jugovzhodno od Celja v Sloveniji z nekaj nad 2.000 prebivalci in središče občine Štore. Z naselju spadajo mdr. zaselki Lipe, Kresnike in Kurja vas.
Znane so zlasti po železarni. 
Etimologija krajevnega se nanaša na izkrčeno ozemlje, tj. posekan gozd, kjer so stali štori. Enako velja za istoimenski zaselek v bližini Blance pri Sevnici. 

## Prebivalstvo
Etnična sestava 1991:
- Slovenci: 1595 (77,7 %)
- Srbi: 112 (5,5 %)
- Hrvati: 95 (4,6 %)
- Muslimani: 81 (3,9 %)
- Jugoslovani: 35 (1,7 %)
- Črnogorci: 15
- Makedonci: 12
- Albanci: 10
- Madžari: 1
- Nemci: 1
- Ostali: 23
- Neznano: 87 (4,2 %)
- Neopredeljeni: 1
- Regionalno opredeljeni: 7